# Güngör Dilmen
Güngör Dilmen Kalyoncu (* 27. Mai 1930 in der Provinz Tekirdağ; † 8. Juli 2012 in Izmir) war ein türkischer Schriftsteller und Dramaturg.
Er war einer der einflussreichsten Autoren des modernen türkischen Theaters. Seine Karriere begann 1959 mit dem bis heute gespielten Stück Midas'ın Kulakları (Die Ohren des Midas), das auf dem phrygischen Mythos über König Midas basiert.

## Leben
Güngör Dilmen absolvierte seine Sekundarschulbildung an der English Secondary School in Istanbul und das Gymnasium an der Capa High School. Nachdem er eine Zeit lang Chemie studiert hatte, wechselte er an die Philosophische Fakultät der Universität Istanbul, Abteilung für Klassische Philologie; 1960 schloss er sein Studium ab.
Sein erstes Gedicht wurde 1956 in der Zeitschrift Yücel veröffentlicht. Er verschaffte sich Gehör, als er mit seinem Einakter Midas'in Kulakları den ersten Preis im Wettbewerb gewann, der im Jahr 1959 vom Theatermagazin Sinema veranstaltet wurde. Die Arbeit, die die erste der „Midas-Trilogie“ ist, wurde im selben Jahr im Jugendtheater und im folgenden Jahr im Staatstheater Ankara aufgeführt.
Nach Abschluss seiner Universitätsausbildung ging er 1961 mit einem Fulbright-Stipendium in die USA. An der Yale Theatre School interessierte er sich für Bereiche wie Regie, Bühnenbeleuchtung und Dekoration. Im selben Jahr ging er als Gast des Habima-Theaters in Tel Aviv für eine Weile nach Israel, dann blieb er mit Hilfe der griechischen Regierung für einige Zeit in Athen und spielte am Theatre Royal (heute Nationaltheater). Sein Theaterstück Canlı Maymun Lokantası (deutsch: „Das Gasthaus zum Lebendigen Affen“, englisch: „Live Monkey Restaurant“), das er in den USA schrieb, gewann den Şinasi Efendi Theatre Award des Community Centers Headquarters.
Zwischen 1964 und 1966 arbeitete er in der Beleuchtungsabteilung des Istanbuler Stadttheaters. 1966 begann er, als Dramaturg beim Istanbuler Radio zu arbeiten.
1967 schrieb er das Theaterstück Kurban, das das Drama einer anatolischen Frau erzählt. Das Stück wurde zum ersten Mal vom Gülriz-Sururi-Engin-Cezzar-Theater aufgeführt. Das zweite Stück der Midas-Trilogie, Midas'ın Altınları (1969), wurde auf der Bühne des Staatstheaters aufgeführt.
1971 lehrte er an der University of Durham in England. Das dritte Stück der Midas-Trilogie, Midas'ın Kör Düğümü, wurde 1975 vom Staatstheater aufgeführt.
Zwischen 1976 und 1980 arbeitete er als Dramaturg und Leiter der Forschungs- und Analyseabteilung am Städtischen Theater der Stadt Istanbul. Er lehrte 1982–1983 an der Anadolu Üniversitesi. Darauf folgten Vorlesungen, unter anderem an der Boğaziçi-Universität und am Konservatorium der Universität Istanbul.
1984 wurde auf Vorschlag der Schauspielerin Yıldız Kenter das Theaterstück Ben Anadolu  ins Englische, Deutsche, Französische und Italienische übersetzt und von verschiedenen Ensembles im In- und Ausland aufgeführt.
Er arbeitete am Drehbuch eines Films („İttihat ve Terakki“) und einer Fernsehserie („Bağdat Hatun“) mit.
Dilmen starb am 8. Juli 2012, nachdem er nach einer Darmoperation in Izmir zwei Monate auf der Intensivstation verbracht hatte. Er wurde auf dem Doğançay-Friedhof in İzmir begraben.

## Theaterstücke
- Galile'nin Günahları
- Osmanlı Dram Kumpanyası (oyun)
- Hakimiyeti Milliye Aş Evi
- Kurban
- Aşkımız Aksarayın En Büyük Yangını
- Ben Anadolu
- Bağdat Hatun
- Canlı Maymun Lokantası (Das Gasthaus zum Lebendigen Affen)
- Deli Dumrul
- Midas'ın Altınları
- Midas'ın Kulakları (Die Ohren des Midas)
- Midas'ın Kör Düğümü
- Akad'ın Yayı
- Troya İçinde Vurdular Beni

## Auszeichnungen (Auswahl)
- 1959: Sinema (Theatermagazin), Erster Preis für Midas'ın Kulakları
- 1975: Preis der Türkischen Sprachvereinigung für Ak Tanrılar
- 1979: Muhsin Ertuğrul Oyun Ödülü für Deli Dumrul
- 1984: Enka Sanat Ödülleri für Devlet Ve İnsan
- 1984: Internationaler Theaterstückwettbewerb der Industrie- und Handelsbank, Erster Platz für Ben Anadolu: Söylenceden Gerçeğe
- 1990: İsmet-Küntay-Preis für Aşkımız Aksaray’ın En Büyük Yangını
- 1990: Preis des Kulturministeriums für Troya İçinde Vurdular Beni

## Gedruckte Werke
- 1960: Ayak Parmakları
- 1960: Avcı Karkap
- 1964: Canlı Maymun Lokantası (Das Gasthaus zum Lebendigen Affen)
- 1965: Midas’ın Kulakları (Die Ohren des Midas)
- 1967: Kurban
- 1982: Bağdat Hatun
- 1982: Deli Dumrul (Akad’ın Yayı ile birlikte)
- 1983: Ak Tanrılar
- 1983: Hasan Sabbah